# 矮小孩儿参
矮小孩儿参（学名：Pseudostellaria maximowicziana）是石竹科孩儿参属的植物。分布于俄罗斯、日本以及中国大陆的内蒙古、河南、陕西、西藏、青海、四川等地，生长于海拔1,400米至3,900米的地区，常生长在疏林以及草地，目前尚未由人工引种栽培。

## 别名
假繁缕（中国高等植物图鉴） 棒棒草（陕西华山）

## 异名
- Pseudostellaria helanshanensis W. Z. Di et Y. Ren